# Jeep
Џип (енгл. Jeep) je амерички произвођач аутомобила и робна марка компаније Стелантис (енгл. Stellantis). Назив „џип“ у већини светских језика означава било које теренско возило.
Бивша „Корпорација Крајслер“ (енгл. Chrysler Corporation) је дошла у посед робне марке „Џип“ преузимањем њеног власника, фирме „Америкен Моторс“ (енгл. American Motors), 1987. године. Производни асортиман марке „Џип“ се састоји искључиво од теренских и спортских теренских возила вишег сегмента.

## Порекло имена
Име „џип“ (енгл. Jeep) потиче од неформалног назива за „Вилис МБ“ (енгл. Willys MB) или „Форд ГПВ“ (енгл. Ford GPW), лако теренско возило армије САД, произвођено између 1941. и 1945. званичног имена „Камион 1/4 тонски, 4x4“ (енгл. Truck, 1/4 ton, 4x4). Порекло имена није сасвим јасно и о њему постоји више подједнако вероватних теорија.
Једна од верзија каже да је почетком четрдесетих ово био општи назив за све неиспитне прототипове који су испробавани у војсци. Име „џип“ су користили војни механичари за све неиспитане машине или возила у која нису имали поверења. У прилог овој верзији иде и чињеница да је током Другог светског рата овај назив коришћен и за транспортни авион Кертис Рајт АТ 9 (енгл. Curtiss-Wright AT-9)
Друга вероватна теорија везана за популаризацију имена „џип“ је да је у време настанка и ране примене модел оставио снажан утисак на војнике, па је неформално назван по „Евгенију Џипу“, лику из тада изузетно популарних цртаних филмова и стрипова о Попају, цртача Е. Ц. Сегара. Евгеније је био Попајев „љубимац из џунгле“ који је једино изговарао реч "џип". Био је ситне грађе, поседовао је способност да се креће између димензија и да изазива наизглед невероватне проблеме.
Трећа теорија везује настанак имена за „Фордову“ верзију возила која је носила ознаку ГП, на енглеском „џи – пи“. „Форд“ је након Другог светског рата водио судски спор око права на име, али га је изгубио.
Почетом 1941, један од произвођача „џипа“, компанија „Вилис-Оверленд“ је организовала конференцију за штампу у Вашингтону на којој су демонстриране његове теренске способности вожњом уз степенице Капитола. Ирвинг „Ред“ Хаусман пробни возач „Вилисовог“ тима за развој који је пратио возило на тестовима је пре тога у Кемп Холаберду чуо војнике како га називају „џип“. Споменуту демонстрацију је одржао пред групом званичника и новинара међу којима је била Кетрин Хилиер, извештач „Вашингтон дејли њуза“. Када га је упитала за име возила, Хаусман га је такође назвао „џип“. Чланак Кетрин Хилиер је објављен 20. фебруара 1941, са фотографијом возила које се пење степеницама Капитола и коментаром у коме се нашао израз „џип“. Сматра се да је ово највероватнији разлог за настанак опште прихваћеног имена. Иако Хаусман лично није смислио реч „џип“, најодговорнији за његову прву примену у масовним медијима.

## Робна марка Џип
Марка је током свог постојања променила читав низ власника, почевши од „Вилиса“, који је 1945. произвео први цивилни модел под ознаком CJ, скраћено од енгл. Civilian Jeep, односно „цивилни џип“. „Вилис“ је после неуспешних покушаја четрдесетих успео да заштити име „џип“ као своју робну марку 1950.
„Вилис“ је 1953. продат фирми „Кајзер моторс“ енгл. Kaiser Motors, која је 1963. постала „Кајзер-Џип“ енгл. Kaiser-Jeep
Корпорација „Америкен моторс“ енгл. American Motors Corporation или скраћено AMC је 1970. откупила од „Кајзера“ огранак „Џип“ који је доносио губитке. Теренска возила су употпунила AMC-ову производњу путничких возила коришћењем истих делова и повећавајући ефикасност производњом великих серија, а донела су и значајне приходе на међународном тржишту и у уговорима са државом.
До 1979. и „АМЦ“ је почео тражи нове инвеститоре. Француски произвођач аутомобила „Рено“ је инвестирао у „АМЦ“ значајне суме, али је до 1987. аутомобилско тржиште почело да се мења, па се „Рено“ повукао, а „АМЦ“ је заједно са робном марком „Џип“ преузео „Крајслер“.
„Крајслер“ се 1998. ујединио са „Дајмлер-Бенцом“ у „Дајмлер-Крајслер“. Фирма је 2007. продала 80,1%, а 2009. и остатак свог удела у „Крајслеру“ приватном инвестиционом фонду „Керберус капитал менаџмент“ (енгл. Cerberus Capital Management, L.P.), који је основао „Крајслер ЛЛЦ“.
После реструктуирања након банкрота 2009, фирма мења име у „Нови Крајслер“, а затим у „Крајслер група ЛЛЦ“. Италијански „Фијат“ је током 2011. откупио већински удео у „Крајслер групи ЛЛЦ“, а тиме и у робној марки „Џип“, од највећих поверилаца, влада Канаде и САД.

### Власништво над робном марком
- 1944–1953: „Вилис-Оверленд“
- 1953–1964: „Кајзер-Џип“ (под називом „Вилис Моторс“)
- 1964–1970: „Кајзер-Џип“
- 1970–1987: „Америкен моторс“ (са Реноовом контролом производње 1986)
- 1987–1998: „Крајслер“
- 1998–2007: „Дајмлер - Крајслер“
- 2007–2009: „Крајслер ЛЛЦ“
- 2009–2013: „Крајслер Група ЛЛЦ“
- 2014–данас: „Фијат Крајслер аутомобили“

## Актуелни модели
Марка „Џип“ тренутно производи шест модела:
- Џип ранглер (енгл. Jeep Wrangler): традиционални теренски аутомобил са кровом који се скида.
- Џип гранд чироки (енгл. Jeep Grand Cherokee): луксузни спортски теренски аутомобил.
- Џип либерти (енгл. Jeep Liberty), или Џип чироки ван Северне Америке: компактни спортски теренски аутомобил за пет особа.
- Џип компас (енгл. Jeep Compass): компактни кросовер за пет особа.
- Џип патриот (енгл. Jeep Patriot): компактни кросовер за пет особа традиционалног изгледа.
- Џип ренегејд (енгл. Jeep Renegade): компактни кросовер за пет особа, први Џип који се производи изван Северне Америке и први који је развијен од Фијат Крајслер групе.

## Спорови око имена и права
Фирма „Вилис - Оверленд“ је 1943. поднела захтев за регистрацију заштићене робне марке и имена „Џип“. Ово је изазвало противљење „Америкен Бантама“, чији су заступници уложили приговор, наводећи да је „џип“ осмишљен и развијен у њиховој фирми уз сарадњу официра Војске САД. Спор се растегао до 1948, када је Савезна трговинска комисија САД (енгл. US Federal Trade Commission) донела одлуку којом је прихваћена аргументација „Америкен Бантама“. Комисија је забранила фирми „Вилис“ да директно или посредно наводи да је створила или пројектовала „џип“, дозволивши јој да наводи да је допринела његовом развоју. Ипак, након банкрота „Америкен Бантама“ 1950, „Вилису“ је као највећем и најдужем произвођачу „џипова“ дозвољено да региструје робну марку „Џип“. 
Компанија „Форд“ је такође покушавала да региструје име као своју робну марку. У тужби против „Вилиса“ представници „Форда“ су навели како је назив „џип“ настао као верзија њихове ознаке GP, која се на енглеском изговара као Џи - Пи. Ова тужба је одбачена.
Са друге стране, „Вилису“ је било онемогућено да користи „Фордову“ конструкцију маске хладњака са девет прореза, па је зато тај број смањен на седам како би се избегао спор, а „Вилис“ је заштитио ову нову маску као свој знак.
Нови судски спор је уследио 2002. када је корпорација „Дајмлер - Крајслер“ тужила фирму „АМ Џенерал“ (енгл. AM General) због неовлашћеног коришћења заштићене маске са седам прореза. „АМ Џенерал“ је произвођач војног теренског возила „хамви“ (HMMWV) и бивши огранак фирме „Америкен моторс“, носиоца робне марке „Џип“ између 1970. и 1987, и у то време је услужно производио „Хамер Х2“ за корпорацију „Џенерал Моторс“ (енгл. General Motors). Тужба је одбачена због очигледне историјске повезаности фирми „Џип“, „Америкен моторс АМЦ“ и „АМ Џенерал“.